# Centrale idroelettrica di Roncovalgrande
La centrale di Roncovalgrande è una centrale idroelettrica ad accumulo situata in provincia di Varese.

## Geografia
La centrale sfrutta il dislivello di oltre 700 m fra il lago Delio (di origine glaciale) e il lago Maggiore, ed è situata nel comune di Maccagno nei pressi del confine italo-svizzero. È raggiungibile da Maccagno tramite la strada provinciale 5.

## Storia
Un primo sbarramento sul lago fu realizzato nel 1911. Sulla base di questi lavori furono poi realizzati negli anni sessanta due nuovi sbarramenti che innalzarono ulteriormente il livello del lago, incrementandone la volumetria. L'invaso così creato è utilizzato per la produzione di energia elettrica tramite la centrale idroelettrica posta in località Roncovalgrande.

Nella centrale sono installati 8 gruppi ternari ad asse verticale (costituiti da turbina-alternatore-pompa) ed è una delle centrali idroelettriche più grandi d'Europa per potenza installata (circa 1.000 MW). A tutt'oggi è ancora considerata un fiore all'occhiello dell'ingegneria italiana, essendo realizzata interamente in una caverna artificiale scavata nella montagna e raggiungibile attraverso un apposito tunnel di accesso.
La centrale è accessibile al pubblico, previo accordo con la pro loco di Maccagno, ed è visitata ogni anno da centinaia di studenti provenienti da tutti gli istituti della Lombardia e del vicino Piemonte, oltre a tecnici ed ingegneri provenienti anche dall'estero.

## L'impianto
Il bacino ha la capacità di quasi 10 milioni di metri cubi d'acqua che, considerato il dislivello con la centrale sottostante, corrispondono a quasi 17 milioni di kWh.
Essendo una centrale ad accumulo, durante le ore notturne e festive (quando è bassa la domanda di energia elettrica e pertanto basso il valore economico del kWh), l'impianto usa i gruppi ternari come pompe, accumulando nel superiore lago Delio le acque prelevate dal lago Maggiore, mentre durante le ore di maggior richiesta di energia (e maggior valore del kWh), i gruppi funzionano in generazione, grazie all'acqua del Delio che viene convogliata da due condotte forzate sulle 8 turbine Pelton della centrale, scaricandosi poi nel lago Maggiore.